# Општина Добрна
Општина Добрна (словен. Dobrna) је једна од општина Савињске регије у држави Словенији. Седиште општине је истоимено насеље Добрна.

## Природне одлике
Рељеф: Општина Добрна налази се у северном делу Словеније. Општина се простире у северном делу Цељске котлине испод планина Пашког Козјака и западног Похорја.
Клима: У општини умерено континентална клима.
Воде: Најважнији водоток у општини је речица Худиња. Сви остали водотоци су мали и њене су притоке.

## Становништво
Општина Добрна је средњ густо насељена.

## Насеља општине
| - Брдце над Добрно - Винска Горица - Врба - Добрна - Заврх над Добрно - Кланц | - Лока при Добрни - Локовина - Парож - Пристова - Стрмец над Добрно |  |